# Platomma nigrantior
Platomma nigrantior är en tvåvingeart som beskrevs av Munro 1963. Platomma nigrantior ingår i släktet Platomma och familjen borrflugor. Inga underarter finns listade i Catalogue of Life.